# Kolarstwo na Olimpiadzie Letniej 1906
Kolarstwo na Olimpiadzie Letniej 1906 odbyło się w dniach 23 – 26 kwietnia. W zawodach udział wzięło 45 kolarzy z 11 krajów. W tabeli medalowej zwyciężyły Włochy, których reprezentant – Francesco Verri wygrał 3 z 6 konkurencji.

## Rezultaty zawodów
| Konkurencja              |                                                 |                                                |                                                      |
| Wyścig szosowy           | Fernand Vast                                    | Maurice Bardonneau                             | Edmond Luguet                                        |
| Sprint                   | Francesco Verri                                 | Herbert Bouffler                               | Eugène Debongnie                                     |
| Wyścig na 1000 m na czas | Francesco Verri                                 | Herbert Crowther                               | Henri Menjou                                         |
| Wyścig na 5 km           | Francesco Verri                                 | Herbert Crowther                               | Fernand Vast                                         |
| Wyścig na 20 km          | William Pett                                    | Maurice Bardonneau                             | Fernand Vast                                         |
| Tandemy                  | Wielka Brytania · John Matthews · Arthur Rushen | Cesarstwo Niemieckie · Bruno Götze · Max Götze | Cesarstwo Niemieckie · Karl Arnold · Otto Küpferling |

## Tabela medalowa
| Lp. | Państwo              |   |   |   | Łącznie |
| 1.  | Włochy               | 3 | 0 | 0 | 3       |
| 2.  | Wielka Brytania      | 2 | 3 | 0 | 5       |
| 3.  | Francja              | 1 | 2 | 4 | 7       |
| 4.  | Cesarstwo Niemieckie | 0 | 1 | 1 | 2       |
| 5.  | Belgia               | 0 | 0 | 1 | 1       |